# Polistes saussurei
Polistes saussurei är en getingart som beskrevs av Dalla Torre 1894. Polistes saussurei ingår i släktet pappersgetingar, och familjen getingar. Inga underarter finns listade i Catalogue of Life.